# تشارلز باسكرفيل (لاعب كرة قدم أمريكية)
تشارلز باسكرفيل (بالإنجليزية: Charles Baskerville)‏ هو كيميائي أمريكي، ولد في 18 يوليو 1870 في نهر المسيسيبي في الولايات المتحدة، وتوفي في 28 يناير 1922 في نيويورك في الولايات المتحدة.